# Harry Church Oberholser
Harry Church Oberholser (* 25. Juni 1870 in Brooklyn New York City; † 25. Dezember 1963 in Cleveland, Ohio) war ein amerikanischer Ornithologe und Biologe.

## Leben
Die Eltern Oberholsers waren Jakob Oberholser (1827–1907) und Lavera Susan geb. Church (1831–1925). Er hatte sowohl Schweizer als auch französisch-deutsch-englische Vorfahren. Oberholser heiratete im Jahr 1914 Mary Forrest geb. Smith (1880–1968). Ende der 1880er Jahre besuchte er die Columbia University, die er aber wegen gesundheitlicher Probleme im Alter von 20 Jahren wieder verließ. Danach arbeitete er zunächst im Laden seines Vaters in Wooster, bevor er eine Arbeit bei der staatlichen Post antrat. In diesem Lebensabschnitt schrieb er an seiner ersten ornithologischen Publikation A prelimary list of birds of Wayne County, Ohio. Diese erschien 1896 im Bulletin Ohio Agricultural Experiment Station. Seine eigentliche Karriere begann am 1. Februar 1895 mit dem Antritt einer Stelle als ornithologischer Angestellter in der Abteilung Economic Ornithology des Landwirtschaftsministeriums der Vereinigten Staaten. Diese Abteiling wurde 1934 dem Bureau of Biological Survey zugeordnet, das seit 1939 dem Innenministerium unterstellt ist als United States Fish and Wildlife Service. Am 30. Juni 1914 ehelichte Oberholser Mary Forrest Smith. Während seiner Arbeit für die Regierung studierte er parallel an der George Washington University und erlangte 1914 den B.A. und den M.S. und 1916 den Doktorgrad Ph.D. Am 30. Juni 1941 wurde Oberholser schließlich pensioniert.
In 46 Jahren Staatsdienst wurde er ein angesehener Fachmann im Bereich der Bestimmung von Vögeln. So hatte er maßgeblichen Anteil daran, dass die Vogelberingung vom United States Fish and Wildlife Service (früher Bureau of Biological Survey) übernommen wurde. Noch während seiner Zeit bei der Regierung hatte er zusätzlich von 1904 bis 1910 einen Lehrauftrag für Zoologie an der Biltmore Forest School in Asheville, North Carolina sowie von 1920 bis 1935 an der American University in Washington, D.C. Nach seiner Pensionierung wurde Oberholser für sechs Jahre Kurator für Ornithologie am Cleveland Museum of Natural History. Nach dem Tod Oberholsers fand man noch ein 12.000 Seiten starkes Manuskript. Edgar Bryan Kincaid Jr. (1921–1985), Student und Kenner der texanischen Avifauna, wurde ausgewählt, das Werk zu vollenden. Das zwei Bände umfassende Werk The Bird Life of Texas wurde erst ungefähr elf Jahre nach dem Tod Oberholsers im Jahr 1974 publiziert. Dies erklärt auch die Tatsache, dass es Erstbeschreibungen wie die der Blaukehlnymphe (Lampornis clemenciae phasmorus) oder von Icteria virens danotia (Oberholser, 1974) gibt, obwohl Oberholser 1974 lange gestorben war.

## Erstbeschreibungen
Von Oberholser stammen die Erstbeschreibungen von elf Familien und Unterfamilien in der biologischen Systematik. Dazu kommen 99 von ihm beschriebene Gattungen und Untergattungen sowie 560 Arten und Unterarten.

### Von Oberholser beschriebene Gattungen (Auswahl)
- Actophilornis Oberholser, 1925
- Aerodramus Oberholser, 1906
- Aphelocephala Oberholser, 1899
- Aphrastura Oberholser, 1899
- Calyptocichla Oberholser, 1905
- Charitospiza Oberholser, 1905
- Claravis Oberholser, 1899
- Cyanerpes Oberholser, 1899
- Horizorhinus Oberholser, 1899
- Neochen Oberholser, 1918
- Nesillas Oberholser, 1899
- Perissocephalus Oberholser, 1899
- Scelorchilus Oberholser, 1923
- Sclateria Oberholser, 1899
- Streptoprocne Oberholser, 1906
- Thescelocichla Oberholser, 1905
- Thryorchilus Oberholser, 1904

Das Taxon Ammospiza Oberholser, 1905 wird als ungültig betrachtet.

### Von Oberholser beschriebene Arten
- Braunbürzelsalangane (Aerodramus mearnsi) (Oberholser, 1912)
- Großschnabel-Rohrsänger (Acrocephalus orinus) (Oberholser, 1905)
- Marquesassalangane (Aerodramus ocistus) (Oberholser, 1906)
- Seychellenfalke (Falco araea) (Oberholser, 1917)
- Seychellensalangane (Aerodramus elaphrus) (Oberholser, 1906)
- Tavetahoniganzeiger (Indicator meliphilus) (Oberholser, 1905)
- Weißohr-Zwergkardinal (Charitospiza eucosma) (Oberholser, 1905)

Die Grausalangane (Aerodramus amelis) (Oberholser, 1906) wird von manchen Autoren nicht als eigene Art, sondern  als Unterart der Einfarbsalangane (Aerodramus vanikorensis amelis) (Oberholser, 1906) angesehen. Man trifft in mancher Literatur auf Falco araeus. Dabei handelt es sich um eine falsche Schreibweise des Taxons Falco araea.

### Ehrungen und Widmungen
Im Jahr 1939 ehrte Allan Robert Phillips (1914–1996) Oberholser mit dem wissenschaftlichen Namen des Buschland-Schnäppertyrannen (Empidonax oberholseri). In seiner Erstbeschreibung schreibt er: Es ist mir eine große Ehre, diese Art Dr. Oberholser zu widmen, dessen unermüdliche Hilfe es mir möglich machte, diesen Artikel zu verfassen. Oberholser selbst beschrieb später eine weitere Unterart dieser Art namens Empidonax oberholseri spodius (Oberholser, 1974).
Dazu wurden die Unterarten der Glanzkopfsalangane (Collocalia esculenta oberholseri) (Stresemann, 1912), des Palmenzwergkauz (Glaucidium palmarum oberholseri) (Moore,RT, 1937), der Krummschnabel-Spottdrossel (Toxostoma curvirostre oberholseri) (Law, 1928), der Zimtkopf-Grüntaube (Treron fulvicollis oberholseri) (Chasen, 1935), des Dollarvogels (Eurystomus orientalis oberholseri) (Junge, 1936), des Schwarzgenickschnäppers (Hypothymis azurea oberholseri) (Stresemann, 1913), des Braunrückenklarinos (Myadestes occidentalis oberholseri) (Dickey & van Rossem, 1925), des Carolinakleibers (Sitta carolinensis oberholseri) (Brandt, HW, 1938) und des Carolinazaunkönigs (Thryothorus ludovicianus oberholseri) (Lowery, 1940) zu Ehren Oberholsers benannt.
Die Unterart des Andenschopfohrs (Pseudocolaptes boissonneautii oberholseri) (Cory, 1919) wird heute als Synonym für die Nominatform betrachtet.
Der Name Oberholsers fand Eingang bei dem englischen Trivialnamen “Oberholser's Fruit Dove” (Ptilinopus subgularis epius) (Oberholser, 1918). Außerdem gibt es die englische Bezeichnung “Oberholser's Tyrannulet” (Phylloscartes pammictus) (Oberholser, 1902). Dieser Name wird aber nicht anerkannt, da es sich hierbei in Wirklichkeit um den Olivgelb-Laubtyrann (eng: Mottle-cheeked Tyrannulet) (Phylloscartes ventralis) (Temminck, 1824) handelt.

## Publikationen (Auswahl)
- A preliminary list of the birds of Wayne County, Ohio. In: Bulletin of the Ohio Agricultural Experiment Station (= Technical series). Band 1, Nr. 4, Juli 1896, S. 244–353 (biodiversitylibrary.org).
- A revision of the wrens of the genus Thryomanes Sclater. In: Proceedings of the United States National Museum. Band 21, Nr. 1153, 19. November 1898, S. 421–450 (biodiversitylibrary.org).
- Description of a New Amazilia. In: The Auk. Band 15, Nr. 1, 1898, S. 32–36 (sora.unm.edu [PDF; 204 kB]).
- Description of a New Geothlypis. In: The Auk. Band 16, Nr. 3, 1899, S. 256–258 (englisch, sora.unm.edu [PDF; 113 kB]).
- A list of the birds collected by Mr. R. P. Currie in Liberia. In: Proceedings of The United States National Museum. Band 22, Nr. 1182, 1899, S. 25–37 (biodiversitylibrary.org – 1900).
- A New Wren from Alaska. In: The Auk. Band 17, Nr. 1, 1900, S. 25–26 (englisch, sora.unm.edu [PDF; 69 kB]).
- Catalogue of a collection of hummingbirds from Ecuador and Colombia. In: Proceedings of The United States National Museum. Band 24, 1902, S. 309–342 (biodiversitylibrary.org).
- Description of a new genus and species of Trochilidae. In: Proceedings of the Biological Society of Washington. Band 18, 1905, S. 161–162 (englisch, biodiversitylibrary.org).
- A revision of the American great horned owls. In: Proceedings of The United States National Museum. Band 27, Nr. 1352, 1904, S. 177–192 (biodiversitylibrary.org).
- Birds collected by Dr. W. L. Abbott in the Kilimanjaro region, East Africa. In: Proceedings of The United States National Museum. Band 28, Nr. 1411, 1905, S. 823–936 (biodiversitylibrary.org).
- Description of new Querquedula. In: Proceedings of the Biological Society of Washington. Band 19, 1906, S. 93–94 (biodiversitylibrary.org).
- A Monograph of the Genus Chordeiles Swainson, Type of a New Family of Goatsuckers. In: Bulletin - United States National Museum. Nr. 86, 1914, S. 1–120 (biodiversitylibrary.org).
- Critical notes on the subspecies of the spotted owl, Strix occidentalis (Xantus). In: Proceedings of The United States National Museum. Band 49, Nr. 2106, 1916, S. 251–257 (biodiversitylibrary.org).
- The birds of the Anamba Islands. In: Bulletin - United States National Museum. Nr. 98, 1917, S. 1–75 (biodiversitylibrary.org).
- The Great Plains waterfowl breeding grounds and their protection in Yearbook of the United States Department of Agriculture. Nr. 723. Government Printing Office, Washington D. C. 1917, S. 3–10 (babel.hathitrust.org).
- Description of a New Subspecies of Cyanolaemus Clemenciae. In: The Condor. Band 20, Nr. 5, 1918, S. 181–182 (sora.unm.edu [PDF; 154 kB]).
- The birds of the Tambelan Islands, South China Sea. In: Proceedings of The United States National Museum. Band 55, Nr. 2262, 1919, S. 129–143 (biodiversitylibrary.org).
- Notes on the wrens of the genus Nannus Billberg. In: Proceedings of The United States National Museum. Band 55, Nr. 2265, 1919, S. 223–236 (biodiversitylibrary.org).
- Description of an Interesting New Junco From Lower California. In: The Condor. Band 21, Nr. 3, 1919, S. 94–112 (englisch, sora.unm.edu [PDF; 152 kB]).
- Descriptions of new birds from Oregon, chiefly from the Warner Valley region. In: Scientific publications of the Cleveland Museum of Natural History. Band 4, Nr. 1, 19. September 1932, S. 1–12 (biodiversitylibrary.org).
- The Bird Life of Louisiana. Bulletin No. 28. Departement of Conservation, New Orleans Juni 1938 (babel.hathitrust.org).
- Description of a new Arizona race of the grasshopper sparrow. In: Proceedings of The Biological Society of Washington. Band 55, 1942, S. 15–16 (biodiversitylibrary.org).
- The Bird Life of Texas. Band 1. University of Texas Press, Austin, Texas 1974, ISBN 978-0-292-70711-5 (books.google.de).[5]
- When Passenger Pigeons Flew in the Killbuck Valley (1999) ISBN 1-888683-96-1